# Charles Ng
Charles Ka-Ki Ng (chiń. trad. 伍家麒, ur. 1 sierpnia 1984 w Hongkongu) – hongkoński kierowca wyścigowy.

## Kariera
Ka-Ki Ng rozpoczął karierę w wyścigach samochodowych w 2009 roku od gościnnych startów w Asian Touring Car Series, gdzie raz stanął na podium. W latach 2011-2013 startował w World Touring Car Championship.

## Statystyki
| Sezon | Seria                                                    | Zespół                     | Wyścigi | Zwycięstwa | PP | NO | Podium | Punkty | Pozycja |
| ----- | -------------------------------------------------------- | -------------------------- | ------- | ---------- | -- | -- | ------ | ------ | ------- |
| 2009  | Asian Touring Car Series                                 | S&D Motorsports            | 6       | 0          | 0  | 2  | 1      | 0      | NS†     |
| 2011  | World Touring Car Championship                           | DeTeam Engstler Motorsport | 6       | 0          | 0  | 0  | 0      | 1      | 22      |
| 2012  | World Touring Car Championship                           | Liqui Moly Team Engstler   | 21      | 0          | 0  | 0  | 0      | 1      | 25      |
| 2012  | World Touring Car Championship – Yokohama Drivers Trophy | Liqui Moly Team Engstler   | 21      | 0          | 0  | 0  | 0      | 12     | 16      |
| 2013  | World Touring Car Championship                           | Liqui Moly Team Engstler   | 24      | 0          | 0  | 0  | 0      | 7      | 18      |
| 2013  | World Touring Car Championship – Independent’s Trophy    | Liqui Moly Team Engstler   | 24      | 0          | 0  | 0  | 1      | 30     | 10      |
| 2013  | Liqui Moly Bathurst 12 Hour - Class A GT3 Outright       | Liqui Moly Team Engstler   | 1       | 0          | 0  | 0  | 0      | N/A    | NS      |

† – Ng nie był zaliczany do klasyfikacji generalnej